# Physical Review B
Physical Review B (abrégé en Phys. Rev. B) est une revue scientifique à comité de lecture qui publie des articles dans le domaine de la physique de la matière condensée.
D'après le Journal Citation Reports, le facteur d'impact de ce journal était de 3,475 en 2009 et de 3,813 en 2018. L'actuel directeur de publication est Gene D. Sprouse.

## Histoire
Au cours de son histoire, le journal a changé plusieurs fois de nom :
- Physical Review, 1893-1969  (ISSN 0031-899X)
- Physical Review B: Solid state, 1970-1978  (ISSN 0556-2805)
- Physical Review B: Condensed Matter, 1978-1997  (ISSN 0163-1829)
- Physical Review B: Condensed Matter and Materials Physics, 1998-en cours  (ISSN 1098-0121)